# Линија пе Вале (Валча)
Линија пе Вале (рум. Linia pe Vale) насеље је у Румунији у округу Валча у општини Даничеј. Oпштина се налази на надморској висини од 331 m.

## Становништво
Према подацима из 2002. године у насељу је живело 71 становника, од којих су сви румунске националности.